# Søren Peder Lauritz Sørensen
Søren Peder Lauritz Sørensen (9. ledna 1868, Havrebjerg - 12. února 1939, Kodaň) byl dánský chemik. Proslul především tím, že roku 1909 vytvořil škálu pH (záporný dekadický logaritmus koncentrace vodíkových iontů v hodnotě od 0 do 14), kterou lze měřit zásaditost či kyselost.

## Vzdělání a kariera
Sørensen se narodil 9. ledna 1868 v rodině farmáře v Havrebjergu v Dánsku. Od roku 1886 studoval na Kodaňské univerzitě nejprve medicínu a od roku 1886 přešel na obor chemie. Absolvoval roku 1881 a v letech 1892-1901 byl asistentem Sophuse Madse Jørgensena. Titul PhD získal v roce 1899. V letech 1896 až 1902 byl poradcem dánských královských válečných loděnic.

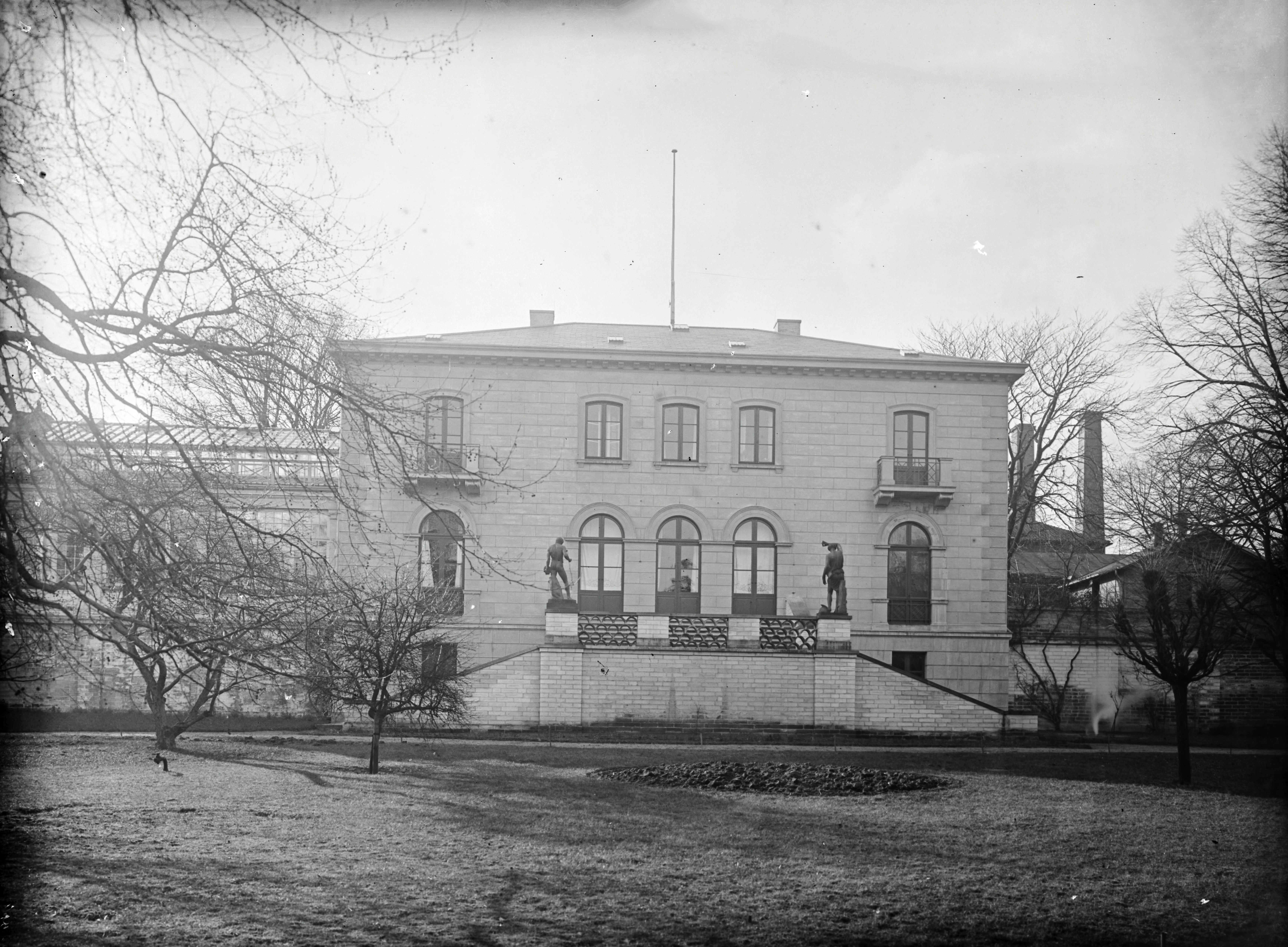
Laboratoře Carlsberg v roce 1914

V roce 1901 byl jmenován ředitelem Laboratoře Carlsberg (Carlsberg Laboratorium), která byla podporována pivovarem Carlsberg. Pokračoval zde v práci předchozího ředitele Johana Kjeldahla, který vyvinul metodu pro stanovení množství dusíku v určitých organických sloučeninách pomocí laboratorní techniky, která byla po něm pojmenována Kjeldahlova metoda.
Sørensen se zde věnoval především výzkumu aminokyselin, bílkovin a enzymů. Například syntetizoval aminokyseliny a objasnil strukturu argininu. Studoval vliv koncentrace iontů na analýzu bílkovin, což z něj nakonec udělalo odborníka na termodynamiku proteinové chemie. V této práci ho podporovala jeho manželka Margrethe Høyrup Sørensenová, také výzkumnice.

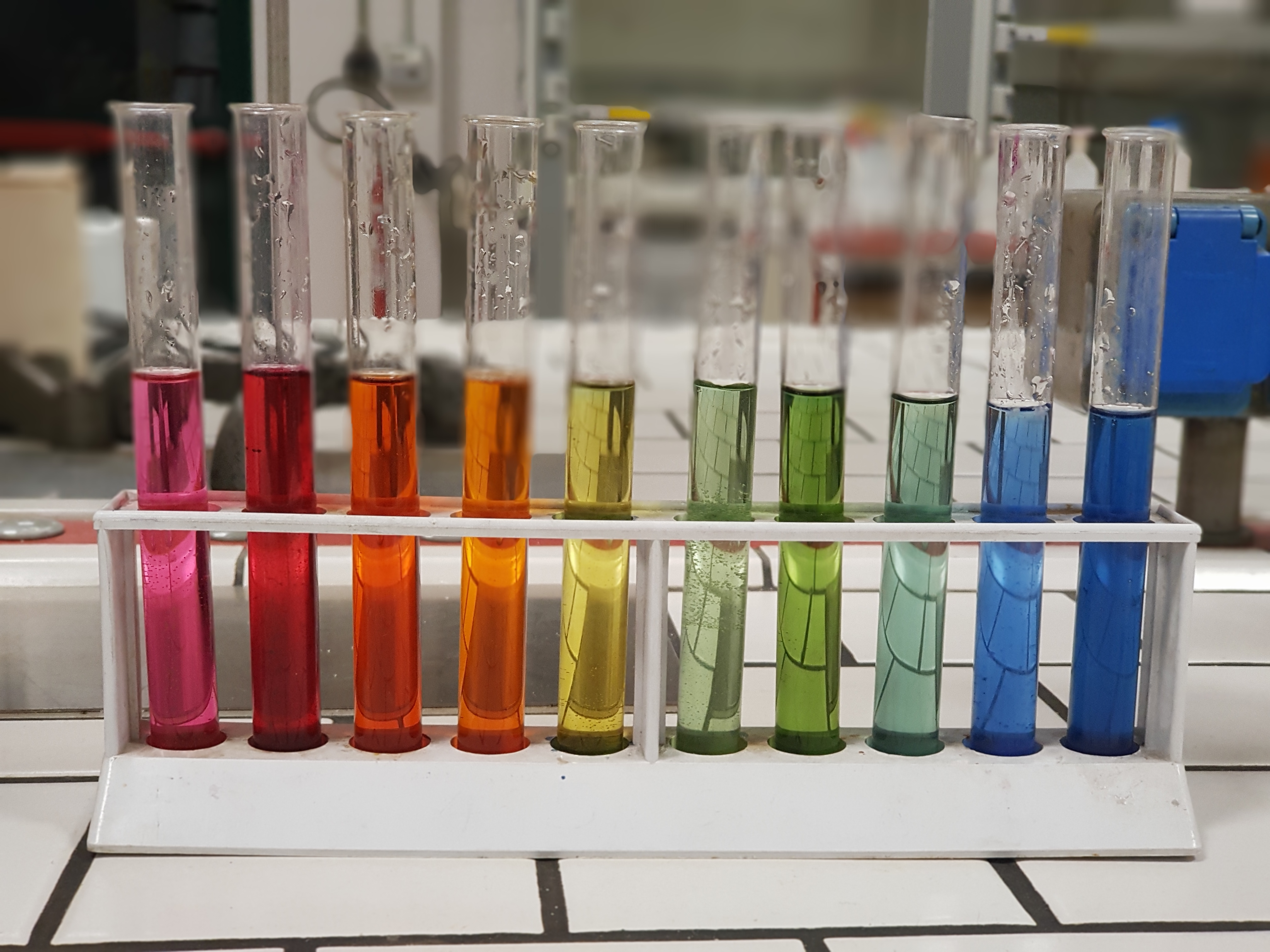
Zkumavky obsahující barevné roztoky s indikátory pH (zleva 1–10)

Při svých výzkumech enzymatických reakcí zjistil, že klíčovou roli zde hraje koncentrace vodíkových iontů. V roce 1909 proto zavedl stupnici pro měření kyselosti a zásaditosti látek a roztoků - stupnici pH (anglicky potential of hydrogen, česky potenciál vodíku, též vodíkový exponent). Jedná se o záporný dekadický logaritmus koncentrace vodíkových iontů v hodnotě od 0 do 14. Neutrální voda má pH při standardních podmínkách rovné 7, kyseliny mají pH menší než 7, zásady mají pH větší než 7.
Společně s Hansem Wilhelmem Carlem Friedenthalem vypracoval seznamy látek, které by mohly být použity jako indikátory při měření pH. Vyvinul také pufrovací roztoky pro udržení konstantního pH roztoků (Sørensenovy pufry - roztoky citrátu, fosfátu a boritanu). Jeho jméno je také spojeno s titrací látkou známou jako Sørensenův oxalát sodný.
V roce 1938 odešel do důchodu. Jeho nástupcem se stal jeho žák Kaj Ulrik Linderstrøm-Lang.

## Vyznamenání
- V roce 1928 se stal členem Americké akademie umění a věd.
- V roce 1937 se stal členem Německé akademie věd Leopoldiny.
- V letech 1938 až 1939 byl prezidentem Královské dánské akademie věd a literatury.